# پل ویتستون

پل وتستون

پل وتستون، آرایش خاصی از ۴ مقاومت الکتریکی است که برای تعیین مقاومت نامعلوم به‌کار می‌رود.
اگر مدار در تعادل باشد، ولت‌سنج، اختلاف پتانسیلی را نشان نخواهد داد. بنابراین، نقاط {\displaystyle B} و {\displaystyle D} هم‌پتانسیل خواهند بود. از این رو، افت پتانسیل دو سر {\displaystyle R_{1}} و {\displaystyle R_{3}} باید برابر باشد. همچنین افت پتانسیل دو سر {\displaystyle R_{2}} و {\displaystyle R_{X}} یکسانند. از سوی دیگر، چون جریانی بین نقاط {\displaystyle B} و {\displaystyle D} برقرار نیست (از ولت‌متر، جریان نمی‌گذرد)، جریان {\displaystyle R_{3}} و {\displaystyle R_{X}} یکسان است، همچنین جریان {\displaystyle R_{1}} و {\displaystyle R_{2}}.
بنابراین:

{\displaystyle I_{1}\ R_{1}=I_{2}\ R_{3}}

{\displaystyle I_{1}\ R_{2}=I_{2}\ R_{X}}

و از آنجا {\displaystyle R_{x}=(R_{2}/R_{1})\cdot R_{3}}

مقاوموت نامعلم بدست می‌آید.